# (964) Subamara
(964) Subamara ist ein Asteroid des Hauptgürtels, der am 27. Oktober 1921 vom österreichischen Astronomen Johann Palisa in Wien entdeckt wurde.
Der Name des Asteroiden ist abgeleitet von dem lateinischen Wort für sehr bitter – eine Anspielung auf die Beobachtungsbedingungen der Wiener Sternwarte.